# Библиотекарство
Библиотекарство је интердисциплинарна наука која се бави функционисањем, организациојом и потребама библиотека. У данашње време раширена је употреба рачунара у библиотекама, што омогућује бржу претрагу и проналажење књига, било тематском претрагом, писцу, или кључним речима, пошто су књиге класификоване користећи неки од расположивих класификационих система. Она се бави прикупљањем, организовањем, чувањем, и ширењем информација. Мартин Шретингер, баварски библиотекар, сковао је назив дисциплине у окриру свог рада (1808–1828) са насловом . Уместо да класификује информације на бази природе елемената, као што је то раније рађено у баварској библиотеци, Шретингер је организовао књиге по абецедном реду. Прву америчку школу за библиотекарство основао је Мелвил Дјуи на Универзитету Колумбија 1887. године.
Историјски гледано, библиотекарство је такође укљученено у архивистику. Архивистика показује како су извори информација организовани да служе потребама изабраних корисничких група, начин на који људи комуницирају са класификационим системима и технологијом, како се информације стичу, како су људи обучени и едуковани за каријере у библиотекама, правни статус библиотека и информационих ресурса и примењене науке рачунарске технологије која се користи у документацији и управљање записима. Академске студије у библиотеци обично укључују прикупљање менаџмента, информационих система и технологија, методе истраживања, каталогизацију и класификацију, очување, референца, статистике и управљања. Библиотекарство се константно развија, обухватајући нове теме као што су управљање базама података, информације о архитектури и управљање знањем, између осталих.
Не постоји опште договорена подела између појмова библиотекарска наука и библиотекарство, те су у одређеној мери међусобно замењиви, и могуће је да се најзначајније разликују у конотацији. Најчешће се користи појам библиотекарска наука или библиотекарске студије (ЛИС). Већина библиотекара сматра то само терминолошком варијацијом, која има за циљ да се нагласе научне и техничке основе субјекта и његов однос са информатичком науком. ЛИС не треба мешати са теоријом информација, математичким проучавањем концепта информација. Библиотечка филозофија је била поређена са библиотекарском науком као проучавањем циљева и мотивација библиотекарства насупрот развоју и усавршавању техника.

## Историја

### Рана историја
У Угариту у Сирији ископавању су открили Дворску библиотеку, храм библиотеку, и две приватне библиотеке које датирају из око 1200 п. н. е, са дипломатским текстовима, као и поезије и других књижевних облика. Легендарна Александријска библиотека је можда најпознатији пример ране библиотеке, процват у 3. веку пре нове ере, а можда инспирисан од стране Димитрија Фалера.

### Древни проналазци информација
Један од кустоса царске библиотеке у династији Хан верује се да је био први који је успоставио библиотеку класификације система и прву књигу нотације. У то време каталог библиотеке је био написан на финој свили и чувао се у свиленим торбама.

### 19. век
Томас Џеферсон, чија је библиотека била у Монтицелу која се састојала од хиљада књига, осмислио систем класификације инспирисан Баконовом методом, који груписане књиге, мање или више по теми него по абецедном реду, као што је претходно урађено. Џеферсон колекција је постала језгро прве националне збирке Сједињених Држава када је пребачена у Конгрес, када је пожар уништио Конгресну библиотеку током рата 1812. годин. Џеферсон Збирка је почетак онога што данас познајемо као Конгресна библиотека.
Први уџбеник библиотекарства објавио је Мартин Шретингер 1808. године, затим књиге Јохана Георга Сеизингера и других.

### 20. век
У енглеском говорном подручју термин „библиотекарство“ изгледа да је коришћен први пут 1916. у књизи „Пенџаб Библиотека буквар“ аутора Асу Дон Дикинсон, коју је објавио Универзитет у Пенџабу, Лахор (Пакистан). Овај универзитет је први у Азији почнео наставу библиотечке наставе. „Пенџаб Библиотека буквар“ је први уџбеник библиотекарства на енглеском језику било где у свету. Први уџбеник у Сједињеним Државама је „Приручник за библиотеке економије“, који је објављен у 1929. Касније, термин је коришћен у наслову С. Р. Ранганатхана Пет закона библиотекарства, објављен 1931, а у наслову 1933. књиге Ли Пирс Батлер,Увод у библиотекарство. Батлер је нови приступ заговарао користећи квантитативних метода и идеју друштвених наука, са циљем коришћења библиотекарства за друштвене потребе за информацијама. Ово истраживање је засновано на „библиотеци економије“, која је углавном ограничена на практичне проблеме у администрацији библиотека. Прерада Раганатханих закона је објављена 1995. који уклања сталне референце на књиге. Мајкл Горманових Пет нових закона библиотекарства укључују знања и информација у свим облицима, омогућавајући дигиталне информације које треба размотрити.
У последње време, уз раст дигиталне технологије, на терену су под великим утицајем концепције информатике. Иако је основно разумевање од кључне важности и за истраживање и практични рад(на пример, коришћење онлајн друштвених мрежа у библиотекама, област науке информација остала је у великој мери далека, како у обуци тако и у истраживању интереса.

## Обука у библиотекарству
Већина стручних библиотекара захтевају професионалну постдипломску диплому у библиотекачкој науци или један од његових еквивалентних термина библиотекарству и информационе науке. У Сједињеним Државама и Канади сертификат обично долази из степена мастера, одобрава га Америчка асоцијација библиотека-акредитоване институције, тако да чак и ненаучног библиотекари имају академску позадину. У Великој Британији, међутим, било је потеза да прошири услове уласка у професионалну обуку библиотекара, да такве квалификације, или искуство, других дисциплина постане прихватљивије. У Аустралији, више институција нуди дипломе које прихвата Аустралијска библиотека и информатички савез.